# 許育典
許育典（1969年10月20日—），臺灣公法學者，現任國立成功大學法律學系特聘教授，曾任臺南市副市長，並獲第47屆中華民國十大傑出青年，出身於挑磚工人家庭，本身為身心障礙者，研究領域為憲法、教育法、文化法、宗教法、行政法等。

## 經歷
許育典幼時家貧，父母以挑磚維持家計。六歲時，因在鐵道嬉戲遭遇一場意外致左臂遭火車撞斷，這使本來因家貧沒錢供學的父母，決定讓他不去「學功夫」（學一技之長），而因禍得福可以讀書。他的兄姐都因家庭無法讀書，他卻因緣車禍得福可以持續依靠獎學金與公費拿到德國博士學位，從而感念社會。由於家貧，許育典格外用功讀書，靠著公費取得德國杜賓根大學法學博士，回國後即在成功大學法律學系任教。大學任教期間，講授憲法、行政法、教育法、宗教法與文化法等課程，主要研究重點為憲法、人權、教育法、宗教法與文化法等議題，並於40歲資格年限（20歲以上，40歲以下）前，在2009年當選第47屆十大傑出青年。

## 著作
- 《從法治國家到人權保障的希望工程：以人權教育為中心》（2010年2月）
- 《為人民說人權故事》（2011年7月）
- 《宗教自由與宗教法》（2013年5月）
- 《文化憲法與文化國》（2013年5月）
- 《法治國與教育行政：以人的自我實現為核心的教育法》（2013年6月）
- 《教育憲法與教育改革》（2013年6月）
- 《宗教團體、宗教法制與宗教教育》（2014年3月）
- 《文化基本權與多元文化國》（2014年3月）
- 《大學法制與高教行政》（2014年4月）
- 《學校法制與學校行政》（2014年6月）
- 《跨領域的教育法制與教育行政》（2014年7月）
- 《基本人權與兒少保護》（2014年8月）
- 《人權、民主與法治：當人民遇到憲法》（2016年7月）
- 《宗教自由、宗教詐欺與比較法制》（2016年8月）與周敬凡合著。
- 《教育行政法》（2016年11月）
- 《同性婚姻、同性平權與宗教自由》（2017年5月）
- 《公民文化權、文化法制與古蹟保存》（2017年7月）
- 《多元文化下文創產業、娛樂產業與數位網路法制》（2017年7月）
- 《身心障礙學生教育基本權與特殊教育法制》（2019年10月）
- 《教育行政法》（2020年4月）（3版）
- 《基本人權與納稅義務：納稅者權利保護法逐條釋義》（2020年6月）與封昌宏合著。
- 《公民社會與人權導讀》（2021年6月）
- 《憲法》，台北：元照，（2022年8月）（12版）
- 《學術倫理、學術自由與大學自治》，元照，(2023年1月)